# Abbir Germaniciana

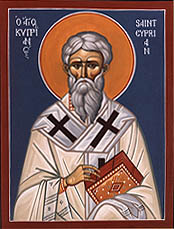
Cyprian Kartagiński

Abbir Germaniciana (łac. Abbiritanus Germanicianorum) – stolica historycznej diecezji w Cesarstwie rzymskim w prowincji Afryka Prokonsularna, sufragania archidiecezji Kartagina. Sama miejscowość Abbir Germaniciana nie została dotychczas zidentyfikowana, choć przyjmuje się, że znajdowała się na obszarze dzisiejszej Tunezji. Obecnie katolickie biskupstwo tytularne.
Biskupem Abbir Germaniciana był ok. 250 Cyprian Kartagiński.

## Biskupi tytularni
| Lp. | Biskup               | Funkcja                                           | Od                   | Do                |
| --- | -------------------- | ------------------------------------------------- | -------------------- | ----------------- |
| 1   | Paul Bouque SCI      | emerytowany biskup Nkongsamba (Kamerun)           | 16 czerwca 1964      | 11 sierpnia 1976  |
| 2   | Aloísio Sinésio Bohn | biskup pomocniczy Brasílii (Brazylia)             | 27 czerwca 1977      | 13 lutego 1980    |
| 3   | Hermann Josef Spital | biskup pomocniczy Münster (Niemcy)                | 15 października 1980 | 24 lutego 1981    |
| 4   | Leo Schwarz          | biskup pomocniczy Trewiru (Niemcy)                | 4 stycznia 1982      | 26 listopada 2018 |
| 5   | Gerhard Schneider    | biskup pomocniczy Rottenburga-Stuttgartu (Niemcy) | 16 kwietnia 2019     |                   |